# Hirving Lozano
Hirving Rodrigo "Chucky" Lozano Bahena (født 30. juli 1995 i Mexico City, Mexico), er en mexicansk fodboldspiller (wing). Han spiller for den Amerikanske klub San Diego FC i MLS.

## Klubkarriere
På ungdomsniveau spillede Lozano for CF Pachuca i hjemlandet, og i 2014 debuterede han som senior for klubbens Liga MX-hold. Efter tre sæsoner og ét mesterskab blev han i sommeren 2017 solgt til PSV Eindhoven i Holland.
Lozano fik sin debut for PSV i et Europa League-opgør mod kroatiske NK Osijek 3. august 2017. I sin første sæson i klubben var han med til at vinde det hollandske mesterskab efter at have scoret 17 mål i 29 ligakampe.

## Landshold
Lozano står (pr. november 2022) noteret for 62 kampe og 16 scoringer for Mexicos landshold, som han debuterede for 10. februar 2016 i en venskabskamp mod Senegal. Senere samme år scorede han sit første mål for holdet i et opgør mod Canada. Han var med i den mexicanske trup til VM 2018 i Rusland.